# 웨이스 로켓

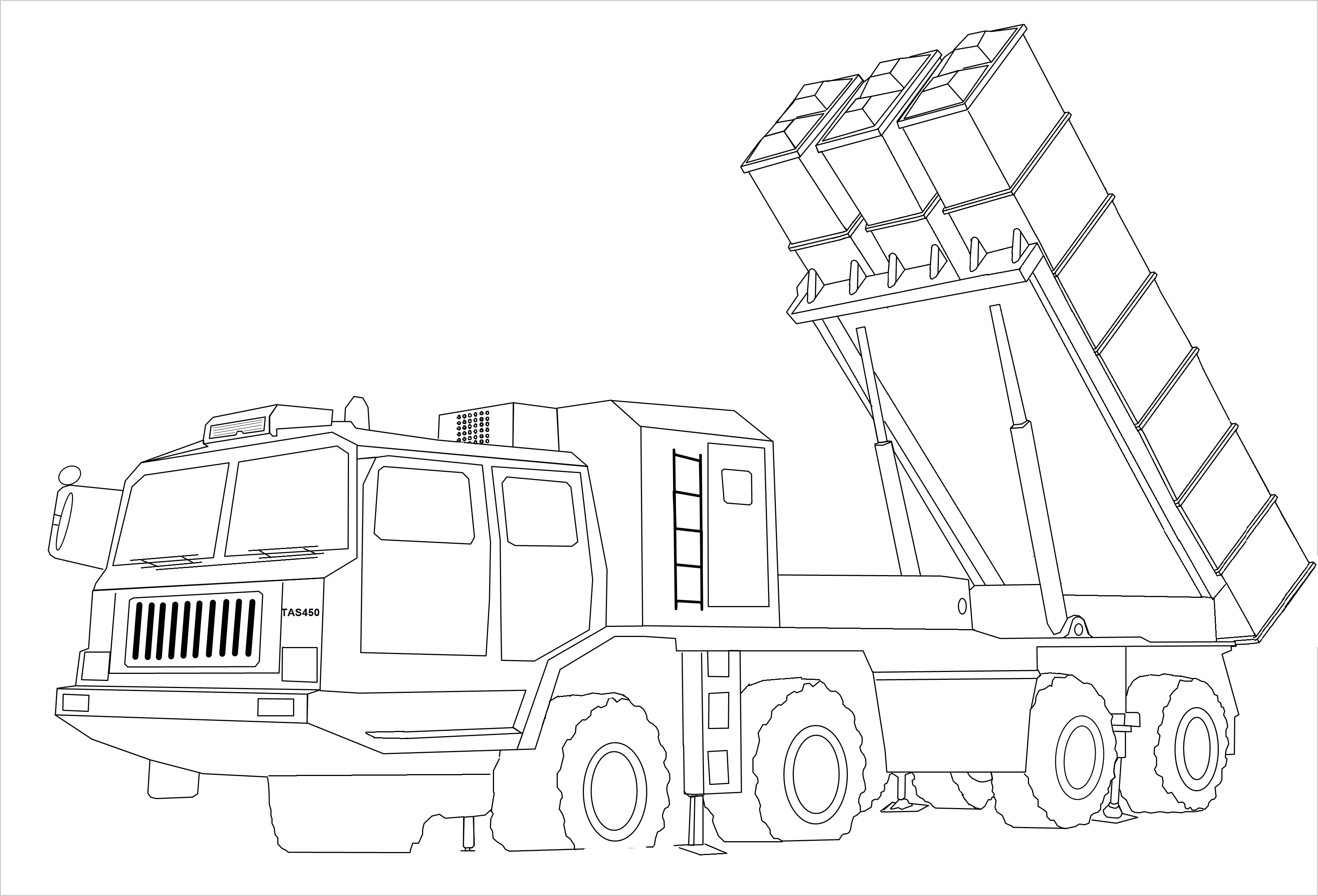
중국의 425 mm WS-2D 다연장. 사거리 480 km이다.

웨이스 로켓(衛士, Weishi Rocket)은 중국의 사천항천공업총공사가 개발한 다연장 로켓포이다. 122 mm, 220 mm, 300 mm, 400 mm, 425 mm 등 다양한 버전을 모두 웨이스 로켓이라고 부른다. 원래는 2차대전 소련의 카추사 로켓이 원조이며, 미국과 한국에서는 다연장 로켓포(MLR), 북한에선 방사포라고 부른다.

## WS-1

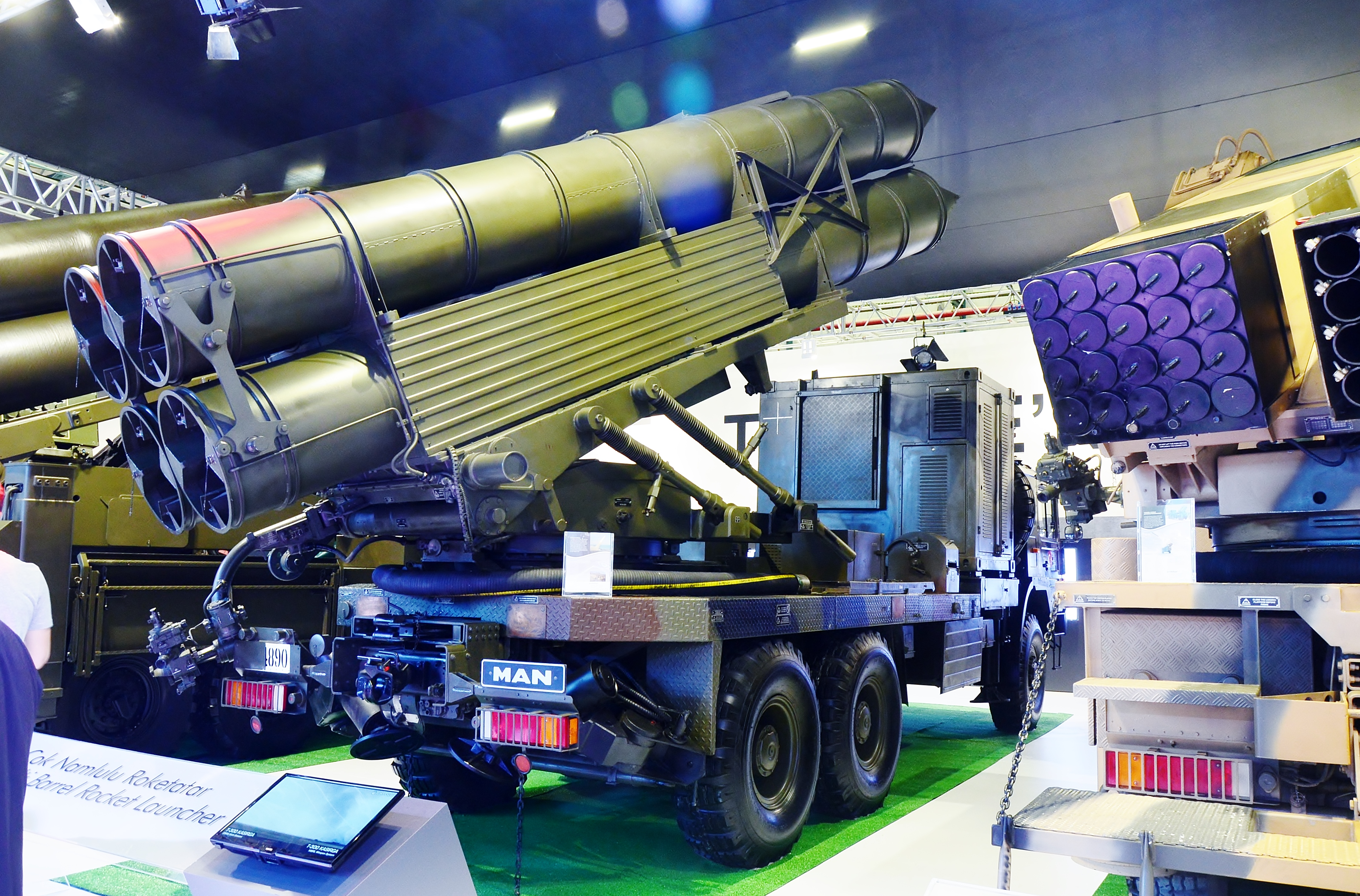
터키의 302 mm T-300 다연장

### WS-1B
사천항천공업총공사는 1990년대 후반에 302mm WS-1 (사거리 100 km)의 개량형인 302mm WS-1B를 소개했다. WS-1B는 주로 외국 고객들을 타겟으로 개발되었으며, 베이징 소재 중국국영정밀기계수출입공사(COMIEC: China National Precision Machinery Corporation)가 수출하고 있다. WS-1에 비해, WS-1B는 사거리가 180 km로 늘어났다.
- WS-1B 로켓 대대는 다음으로 구성된다:
  - DZ-4B 화력통제 트럭 (5인): 1대
  - HF-4B 로켓 발사대 트럭 (3인): 6대-9대
  - QY-4B 수송 트럭 (3인): 6대-9대
  - Type 702 고고도 레이다 (3인): 1대
  - 트럭당 로켓 수: 40-60발
- 직경: 302 mm
- 길이: 6.37 m
- 발사중량: 725 kg
- 탄두중량: 150 kg
- 속도: 마하 5.2
- 최대고도: 60 km
- 사거리: 60–180 km

ZDB-2 탄두는 강철 구슬로 채워져 있다. SZB-1 탄두는 밀집된 탱크들을 공격하며 500개의 탄환이 뿌려진다.

### T-300
2009년 터키는 302 mm WS-1B를 수입해 T-300을 만들었다.

### KN-09
북한의 300 mm 방사포 KN-09는 중국의 302 mm WS-1B를 수입한 것으로 보인다는 추측도 있다.

## WS-2
주하이 에어쇼 2004에 공개되었다. GPS로 유도되는 400 mm 다연장이다. 사거리 70–200 km. 350 km(WS-2C), 400 km(WS-2D). 단거리 탄도 미사일 보다 매우 저렴하다.

## WS-3
중국은 2008 주하이 에어쇼에 400 mm WS-3 다연장을 최초로 공개했다. 중국은 사거리 400 km 까지는 다연장 로켓으로 공격하고, 사거리 600 km부터 단거리 탄도 미사일인 DF-11, DF-15로 공격한다. 1개 포대는 지휘차량 1대, 발사대 차량 6대, 재장전 차량 6대로 구성된다. 재래식 탄두만 장착하지만, 프랑스 ASMP, 이스라엘 하푼 미사일은 탄두중량 200 kg에 200-300 kt 수소폭탄을 장착해 사용한다.
2019년 5월 4일, 북한이 원산 미사일 기지에서 사거리 70 - 200 km의 단거리 발사체 여러발을 발사했는데, 한국군은 300 mm 방사포일 것으로 추측하지만, 400 mm 방사포인 위사 3호 로켓일 가능성도 있다. 원산 미사일 기지에서 서울까지 200 km, 개성시에서 세종시까지 170 km 떨어져 있다.
WS-3A는 민간용 GPS/GLONASS를 탑재해 WS-3 보다 정확도를 높였다. 옵션으로 군사용 GPS/GLONASS를 장착할 수도 있다.
위사 3호 로켓의 제원은 다음과 같다.
- 무게: 1,398 kg
- 길이: 7,150 mm
- 직경: 400 mm
- 사거리: 70 – 200 km
- 탄두중량: 200 kg
- 정확도: 300 m (INS 유도), 50 m (GPS 유도)
- 발사시간: 단발발사, 연발발사시 6초마다
- 발사대: Taian TAS-5450 8x8 25톤 트럭 6연장
- 승무원: 3 명

보다 대형화 한 개량형 버전도 있지만, 기본적인 위사 로켓의 사거리는 다음과 같다.
- 위사 1호: 직경 300 mm, 사거리 60 – 180 km, 북한 KN-09
- 위사 2호: 직경 400 mm, 사거리 70 – 200 km
- 위사 3호: 직경 400 mm, 사거리 70 – 200 km

박정희 정부 당시 주한미군에 배치되었던 MGM-52 랜스 핵미사일은 무게 1.3톤, 탄두중량 122 kg, 100 kt W70 수소폭탄, 사거리 70 km 으로, 위사 3호 보다 작다. 1990년대에 MGM-52 랜스는 MGM-140 ATACMS로 교체되었다. 2019년 현재 트럼프 행정부는 MGM-140 ATACMS를 프리즘 미사일로 교체하려고 한다.
- MGM-52 랜스,  미국, 무게 1.3톤, 탄두중량 122 kg, 100 kt W70 수소폭탄, 사거리 70 km
- MGM-140 ATACMS,  미국, 무게 1.6톤, 탄두중량 560 kg, 사거리 120 km
- 위사 3호,  중국, 무게 1.4톤, 탄두중량 200 kg, 사거리 200 km
- KTSSM,  대한민국, 무게 1.5톤, 탄두중량 500 kg, 사거리 120 km, ATACMS 국산화

## WS-6
빠른 배치를 위한 무유도 122 mm PR50 MLS의 컴팩트 버전. PR50 MLS이 100연장인데, WS-6는 40연장이다. 2010년 북한이 40연장 122 mm 방사포 170여발을 연평도에 발사했다. 연평도 포격사건 참조.

## WS-63
지대지 미사일, 길이 7.4 m, 직경 300 mm, 사거리 290 km, 탄두중량 150 kg, INS/위성 항법, 종말유도는 액티브 레이다 유도

## A300
직경 300 mm, 4연장 2문, 사거리 290 km, 탄두중량 150 kg, CEP 30 m, A300은 수출형 모델이다. A200의 사거리는 200 km 였는데, A300의 사거리는 290 km이다. GPS 유도를 한다. 방공망 요격에 대응해 회피기동이 가능하다. 8발 모두 발사하는데 50초가 걸린다. 8발이 각각 다른 목표물을 조준할 수 있다. 승무원 5명, 8x8 트럭을 사용한다.

## SY-300
SY-300은 WS-2, WS-3를 개량한 것이다. SY는 Shen Ying (神鹰, 신응, 신의 매)을 의미한다. CASC 제4 아카데미와 제9 아카데미가 합병해 새로운 제9 아카데미가 탄생하였고, 그 이후에 개발되었다. WS-2, WS-3와 비교하면, 탄두 부분의 외형이 달라졌다. SY-300을 무유도 로켓으로 발사할 경우, 현장의 병사가 탄두만 간단하게 교체하면 된다. 발사대 차량은 6발 또는 12발을 탑재한다.

## SY-400
SY-300을 개량했다. 사거리 400 km BP-12A 단거리 탄도 미사일 2발 또는 300mm PHL-03 로켓포 12발을 장착할 수 있다. GPS 유도여서 정확도가 매우 향상되었다. BP-12A 단거리 탄도 미사일과 같은 발사대 차량과 화력통제시스템을 사용하기 때문에, 군수가 더 간단해졌다. 2017년 카타르가 SY-400을 구매했다.

## 사용국가
- 알제리 - 70 SR-5[1]
- 아르메니아 - AR-1A

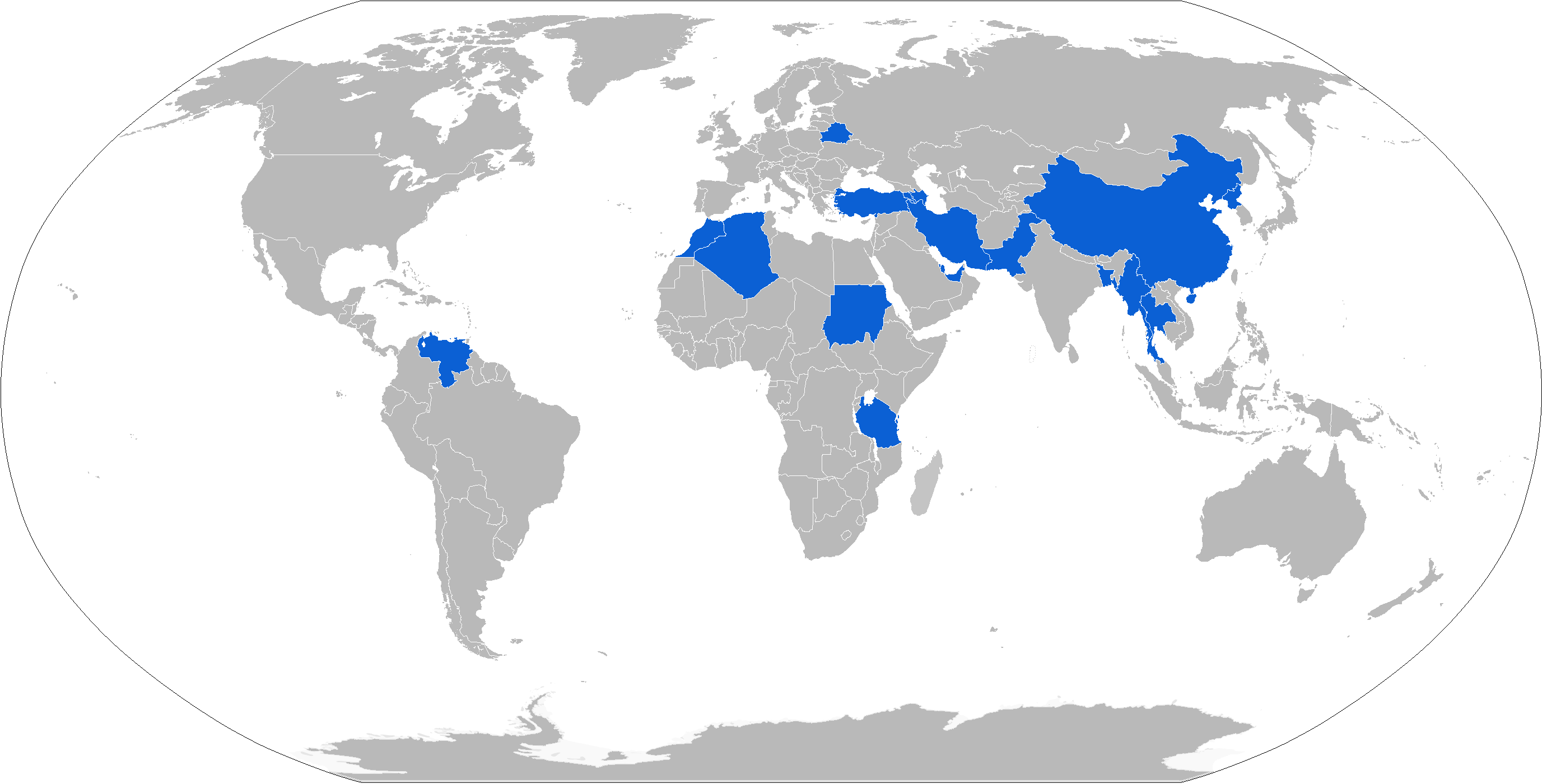
파란색이 웨이스 사용국가

- 아제르바이잔 - T-300 Kasırga
- 방글라데시 - WS-22
- 바레인 - SR-5[2]
- 벨라루스 - A200[3]
- 하마스 - WS-1E[4]
- 조선민주주의인민공화국 - KN-09(WS-1B)
- 파키스탄 - A-100
- 중화인민공화국
- 수단 - 2009년 몇대의 WS-2 도입
- 탄자니아 - A-100
- 태국 - DTI-1(WS-1B), DTI-1G(WS-32). 기술이전, 태국산 소프트웨어
- 튀르키예 - T-300 Kasırga

## 같이 보기
- A-100 MRL
- 장사정포
- 주체포